# 仮面ライダーWの登場仮面ライダー
仮面ライダーWの登場仮面ライダー（かめんライダーダブルのとうじょうかめんライダー）では、特撮テレビドラマ『仮面ライダーW』およびその関連作品に登場する「仮面ライダー」について記述する。
劇場版のゲスト仮面ライダーについては各作品の項目を参照。

## 概要
本作品における仮面ライダーは、作中でのキーアイテムとなる純正型のガイアメモリを専用のドライバーと呼ばれるベルトに装填して変身する。変身中は変身者の声が拡声器を通したような音声になる。
Wとアクセルは複数のガイアメモリを使用し、戦況に応じてこれらを換装しながら形態を変化させて戦闘を行う。エクストリームを除き、形態の基本カラーは使用中のメモリに左右される。基本的にライダーがメモリを使用する時、メモリ自体の起動時やツールへの装填時の最低2回は「記憶の声」が発声される。
いずれのライダーも、必殺技は使用中のメモリの力を最大限に増幅させたマキシマムドライブを発動することで行い、その際に「（発動するメモリ名）・Maximum Drive」の電子音声が発声される。劇中では「マキシマム」などと呼称されている。一部の技を除き、技の名前には発動時に使用したメモリの名称が入っている。
本作品のライダーはアクセル バイクフォームを除き、各形態は「○○フォーム」という名称では呼称されない。

## 劇中での名称の由来
もともと、翔太郎とフィリップは自分たちを単に「W（）」と名乗っていたが、2人の活躍を目撃した風都市民の噂によってWの存在が都市伝説化し、風都を護る謎の戦士「仮面ライダー」という通称が誕生する。劇中のラジオ番組『園咲若菜のヒーリング・プリンセス』でこの都市伝説を聞いた2人がこれを気に入り、それ以降は「W」と組み合わせて「仮面ライダーW」と名乗るようになる。2人は悪人が「仮面ライダー」を名乗ることに憤ったり、井坂への憎しみに囚われた竜を諭す際にも引き合いに出すなど、「仮面ライダー」の称号とその在り方に誇りを持っている。
アクセルはWの活躍を耳にし、それに便乗した形で名乗っているに過ぎないが、自らの登場後や『運命のガイアメモリ』での様子から、風都市民・琉兵衛・井坂からも仮面ライダーとして認識されていることがわかる。当初、竜は仮面ライダーを単なる「ドーパントを倒す者」として解釈していたが、自身の成長に伴って考えを改めていく。
スカルの場合は『ビギンズナイト』でその姿を目の当たりにした亜樹子が「仮面ライダー」と呼んでいるほか、『MOVIE大戦2010』に登場した別世界のスカルは自らを「仮面ライダースカル」と名乗っていた。エターナルは悪人でありながら「新しい街の希望」と称して「仮面ライダー」を名乗っていたが、後に『エターナル』において「みんなの英雄」だったことを聞かされたフィリップは、「すなわち、仮面ライダー？」と発言している。

## 仮面ライダーW
左翔太郎とフィリップが、ダブルドライバーと複数のガイアメモリを使用して変身する仮面ライダーである。触角ダブルフィーラーや胸部のラインなどボディの各所が「W」をかたどったデザインになっており、複眼ホークファインダーの色は赤で統一されている。体の中央にある銀の帯・セントラルパーテーションを境に左半身（ボディサイド）は身体能力や武器を決定する翔太郎のボディメモリ、右半身（ソウルサイド）は属性や特殊能力を決定するフィリップのソウルメモリに対応した配色を持つ。決め台詞は、戦闘開始時に2人で同時に発声する「さあ、お前（たち）の罪を数えろ！」。
変身時は肉体のベースとなる一方の身体にパートナーの意識が憑依しており、2人で意思疎通を行って戦う。憑依している側が発言する時は声にエコーが掛かり、各々のメモリサイド側の複眼が点滅する。憑依している側の人格も肉体を操作する特性上、そちらの方に何らかの異常が発すると戦闘に支障をきたすため、うまく体を動かして戦うには双方の連携と相性が要求される。また、変身中は憑依する側の身体は昏倒して無防備な状態となるため、安全な場所で変身するか変身後に亜樹子が避難させて安全を確保することが多い。なお、昏倒しているフィリップが使用するメモリも、原理は不明だが本体であるWに転送される。
翔太郎曰くメモリブレイクの成功には2人の呼吸を合わせる必要があるため、多くのフォームではマキシマムドライブ発動時に技名を発声する。劇中の描写から主に技名は翔太郎が考えており、ファングジョーカーの初戦闘やアクセルとの共同技ではその場で技名を考えていることが明かされている。
- 「第2期平成仮面ライダーシリーズの第1弾」として原点回帰を意識したWのデザインモチーフには、最初期の段階で仮面ライダー1号と同じ「昆虫」が考えられたものの、2006年の『仮面ライダーカブト』で既出であったため、昭和ライダーの特徴である「複眼」のみを継承し、明確なモチーフを持たせないことになった[2][注釈 4]。モチーフなしでのデザインは難航したが、玩具開発チームの提唱した「サウンドユニットを2本挿す変身ベルト」がきっかけとなり、「左右2色のボディ」という着想に至った[2]。マスクは仮面ライダーV3のように縦分割となり、首の蛇腹はロボット刑事、半分半分はキカイダーと過去の石ノ森作品のような意匠が盛り込まれている[4]。
- ハーフチェンジの原案には「左半身が名詞で右半身が形容詞」[5]「半分が動物で半分が車」というものもあったが、誰が見ても仮面ライダーとわかるシンプルなデザインを指向する原点回帰からは外れてしまうため、色の組み合わせ自体に意味を持たせることに決まった[2]。基本形態の色には、仮面ライダー新1号に使われていた緑と黒が選ばれた[2]。平成ライダーシリーズではそれまで緑を主役の基本色にしたことがなかったため、デザイナー陣は赤と黒の組み合わせ（後のヒートジョーカー）を推したが、「やったことがないならば、あえてやってみよう」という塚田の意向により、緑と黒で決定した[2]。こうして誕生した基本形態のサイクロンジョーカーは仮面ライダー新1号と仮面ライダーBLACKをモチーフにデザインされており、外観でも「2人分のライダー」という意味合いを含めている[6]。半身ずつの色割れしたヒーローについて、一発で子供にも分かるような説明が欲しいと塚田から言われたことで検討した結果、最も分かりやすいものとして「2人の合体」ということになり、「性格の相反する2人が1人の仮面ライダーになることで、完璧なヒーローに初めてなる」というものになった[7]。「2人が揃っていないと変身できない」という設定は、離れていても変身できるように方法を考え、「Wに変身するとフィリップの身体が余ってしまう」など「不便な面白さ」というふうに持っていくこととなった[7]。
- スーツアクターを務めた高岩成二は、翔太郎側を主体的に動かし、フィリップ側を極力動かさないようにすることで左右の人格の違いを表現している[出典 1]。また、スーツも全般的には動きやすかったものの、ペイントが色によって異なるため、スーツが固まりやすいとか固まり具合が異なるとか、固まらないため柔らかいという違いがペイントの性質によってあったといい、そのバランスによって、左にテンションがかかっていたり、左右によって動きやすさが違うなど、フォームによってバランスは様々だったという[11]。第31・32話のフィリップの力に翔太郎の力が追いつけなくなった際には、その場の思いつきで片方が付いていけないため前に出ようとしているが行けないという押し問答を一人でやっていたという[8][10]。第43話・第44話で翔太郎が老化した際は、翔太郎側の力を抜いてフィリップ側を動かして演技している[8][9]。
- 変身ポーズで、両腕を最後に開くポーズは翔太郎役の桐山の提案したものである[12]。「さあ、お前の罪を数えろ！」というポーズは、『オールライダー対大ショッカー』で銃を撃つイメージでやったものがそのまま定番化したという[13]。
- テレビアニメ版『風都探偵』での変身シーンは、監督の椛島洋介のこだわりにより、テレビシリーズを元にしつつもアイデアが追加され、ロボットアニメの要素を盛り込んだ描写となっている[14]。

ハーフチェンジ
翔太郎がメインで変身する際、翔太郎とフィリップが3本ずつ持つガイアメモリを使用する3×3＝9個の形態変化の総称。従来の仮面ライダーの形態変化とは異なり、半身のみを変化させることからこの名称が付いたが、両サイドを同時に変化させることも可能。劇中やガンバライドではメモリチェンジと呼称される。
ハーフチェンジにおける胸部のWラインと手足のリングなどのボディラインは、能力に関連付けたモチーフによってデザインされている。また、スーツの質感は右半身が光沢のあるメタリック、左半身が光沢を消したマットとなっている。
ソウルとボディの組み合わせによって以下のように特性が決定する。
|                    | ジョーカー JOKER     | メタル METAL     | トリガー TRIGGER   |
| ------------------ | -------------------- | ---------------- | ------------------ |
| サイクロン CYCLONE | サイクロンジョーカー | サイクロンメタル | サイクロントリガー |
| ヒート HEAT        | ヒートジョーカー     | ヒートメタル     | ヒートトリガー     |
| ルナ LUNA          | ルナジョーカー       | ルナメタル       | ルナトリガー       |

戦闘中は使用中のメモリの交換により、ハーフチェンジを瞬時に繰り返しながら攻撃を行っていく。ただし、力は全形態が同等というわけではなく、メモリの相性によって強さ・扱いやすさ・長所・特徴などに違いがある。相性が良く基本形態となるのは、サイクロンジョーカー・ヒートメタル・ルナトリガーの3つ。
ハーフチェンジのマキシマムドライブは、基本的に使用中のボディメモリを特定のマキシマムスロットに装填することで発動する。スロットは複数存在し、全形態共通でベルト右腰にある。スロットはメタルシャフトやトリガーマグナムにもあり、メタル・トリガー系統はそれぞれの武器のスロット、ジョーカー系統はベルト右腰のスロットを使用する。また、各スロットはソウルメモリのマキシマムドライブを発動することもでき、メタル・トリガー系統なら武器のスロット（ボディメモリ）と右腰のスロット（ソウルメモリ）を併用することで2本同時にマキシマムを発動するツインマキシマムも可能ではあるが、通常のWでは翔太郎の肉体への負担があまりにも大きいため、フィリップは使用を危惧している。メタルシャフトとトリガーマグナムにはメモリガジェットを装備可能なマウントがあり、ガジェットを使用したマキシマムドライブも存在する。
サイクロンジョーカー
サイクロンメモリとジョーカーメモリを使用して変身するWの基本形態。
全形態中最も格闘能力に優れ、敵を吹き飛ばす・攻撃を跳ね返す・右足のキックの威力を高めるといった効果を発揮する攻撃に風の属性を付加させ、その能力を活かした手技や蹴り技を駆使する近接格闘戦を得意とする。Wの基本9形態で最も汎用性が高く、後述のエクストリームメモリに対応するのもこの形態である。その他の形態は各メモリの特性を活かし、緊急回避・メモリブレイク・敵の相性に合わせた戦闘など限定的な局面で使用される。
ゲーム『KAMEN RIDER memory of heroez』では、サイクロンサイドの手をかざすことによって竜巻を発生させて攻撃するという、テレビシリーズにはない戦法を見せている。
第29話での翔太郎の夢では、ガイアメモリも彼が見ていた時代劇に合わせ、木札に「疾風（）」・「切札（）」と書かれた物に変化し、形態名も「疾風切札」となっている。また、変身時に浮かび上がる顔面の影も歌舞伎の隈取りのように着色され、変身音もアレンジされている。
第30話の亜樹子の夢では、翔太郎と亜樹子が「なにわの美少女仮面」に変身している。亜樹子が変身したことで大阪調となっていたが、ナイトメア・ドーパントに鼻を叩かれたことで変身が解除された。
- 胸部や手足のリングのデザインに関して、サイクロンサイドはエアダクトのスリットをモチーフとしている。ジョーカーサイドは「切り札」というモチーフを視覚化しづらいため、「なんとなくカッコ良さげ」という理由でトライバル模様となっている。
- スーツアクターを務めた高岩は、翔太郎がハーフボイルドであったことから、一人前のハードボイルドである鳴海荘吉を意識して背伸びをするがポンコツ感がある、というイメージで役を作ったという。

サイクロンサイクロン & ジョーカージョーカー
仮面ライダーディケイドの力でサイクロンジョーカーが分離したWのFFR（ファイナルフォームライド）形態。詳細は仮面ライダー×仮面ライダー W&ディケイド MOVIE大戦2010#サイクロンサイクロン&ジョーカージョーカーを参照。
ヒートジョーカー
ヒートメモリとジョーカーメモリを使用して変身する形態。
炎や高熱の属性を加えた徒手空拳を主戦法とし、高熱の連続パンチ攻撃を駆使する直線的な近接を得意とする。下半身の機動力が若干下がる反面、上半身の力が大幅に上昇する。
第20話ではこの形態に直接変身した。
ルナジョーカー
ルナメモリとジョーカーメモリを使用して変身する形態。
アメイジング属性を転換することで右手足が伸縮・湾曲自在となり、敵が攻撃不可能な多方向・遠距離からのパンチ・キックを繰り出す変幻自在な格闘戦を得意とする。伸ばした右腕は敵からの攻撃を弾いて防いだり高所から転落する人を救出するなど応用も利く。
攻撃的な部分においては不足しており、メモリ同士の相性が良くないため、互いの能力を相殺してしまう場合もある。
第7話ではこの形態に直接変身した。
サイクロンメタル
サイクロンメモリとメタルメモリを使用して変身する形態。
接近戦ではメタルの頑丈さが、射撃戦ではサイクロンの風による守りが有効に働くので、各形態の中でも特に防御力が高い。そのため、敵の出方をうかがって様子を見るときによく用いられる。
メタルサイドの重量によってサイクロンサイドの身軽さがスポイルされるため、シンクロバランスはあまり良くない。
ヒートメタル
ヒートメモリとメタルメモリを使用して変身する形態。
一種の興奮物質・アッパーボルテージマターが翔太郎の頭脳に作用することで闘争心やボディの筋力・頑丈さが増強し、高熱火炎を纏ったメタルシャフトを駆使する棒術戦を得意とする。
全フォーム中、最も鈍重で機動力に欠ける代わりに攻撃力と防御力が最も優れている。
超バトルDVD『丼のα/さらば愛しのレシピよ』ではこの形態に直接変身している。
- 胸部や手足のリングのデザインに関して、ヒートサイドは電気ストーブなどの放熱板、メタルサイドは鉄板やビスなどの硬い物をモチーフとしている。

ルナメタル
ルナメモリとメタルメモリを使用して変身する形態。
アメイジング属性が加わって硬度を保ちながらも伸縮・湾曲自在の鞭やロープのように変化させたメタルシャフトで敵を中距離から拘束して振り回すなどのトリッキーかつ豪快な技を繰り出す棒術戦を得意とし、シャフトを利用してピンチを脱出する際にも使用される。
ルナサイドの柔軟さとメタルサイドの頑強さが相反するため、メモリ同士の相性は良いとは言えない。
サイクロントリガー
サイクロンメモリとトリガーメモリを使用して変身する形態。
右手に構えたトリガーマグナムから放たれるサイクロンのスピード属性が転換されたソニックブームを伴った拡散する緑色の光弾でショットガンのように広範囲を銃撃する戦法を得意とする。
パンチ力やキック力が全フォームで最も低く、また、トリガーサイドの重量によってサイクロンサイドのスピードを活かしきれないため、格闘戦や精密射撃には不向きである。
ヒートトリガー
ヒートメモリとトリガーメモリを使用して変身する形態。
非常に高い攻撃力を持ち、トリガーマグナムから放たれる熱属性を加えた高出力の弾丸による銃撃戦を得意とする。また、この形態で前述のツインマキシマムを発動したこともある。
生物的な要素を持ち、高熱を弱点とするようなドーパントへの遠距離攻撃を得意とするが、ヒートとトリガーという最も攻撃性の高い組み合わせから、接近戦やツインマキシマムにおいてはその高過ぎる攻撃力の反動により、自身もダメージを負ってしまう危険性のある諸刃の剣である。
ルナトリガー
ルナメモリとトリガーメモリを使用して変身する形態。
アメイジング属性が転換されたトリガーマグナムから放たれる、弾道を自由に変化させて標的を追尾する光弾によるオールレンジの銃撃戦を得意とする。
『仮面ライダーウィザード』テレビシリーズ最終話に登場した際には、ルナサイドの腕を伸ばして攻撃するという、テレビシリーズにはない戦法を見せた。
- 胸部や手足のリングのデザインに関して、ルナサイドはラインストーン、トリガーサイドは分解された拳銃のパーツをモチーフとしている。

スペック
| 名称                 | 身長   | 体重   | パンチ力 | キック力 | ジャンプ力 （ひと跳び） | 走力 （100 m） |
| -------------------- | ------ | ------ | -------- | -------- | ----------------------- | -------------- |
| サイクロンジョーカー | 195 cm | 85 kg  | 2.5 t    | 6 t      | 60 m                    | 5.2秒          |
| ヒートジョーカー     | 195 cm | 98 kg  | 5 t      | 5.5 t    | 49 m                    | 6.5秒          |
| ルナジョーカー       | 195 cm | 75 kg  | 2 t      | 4.5 t    | 50 m                    | 4秒            |
| サイクロンメタル     | 195 cm | 100 kg | 3.5 t    | 7 t      | 37 m                    | 9.5秒          |
| ヒートメタル         | 195 cm | 105 kg | 6 t      | 9 t      | 25 m                    | 11秒           |
| ルナメタル           | 195 cm | 90 kg  | 4 t      | 5 t      | 40 m                    | 7.6秒          |
| サイクロントリガー   | 195 cm | 91 kg  | 1.7 t    | 3 t      | 46 m                    | 7.2秒          |
| ヒートトリガー       | 195 cm | 95 kg  | 3 t      | 4 t      | 45 m                    | 8秒            |
| ルナトリガー         | 195 cm | 80 kg  | 3.5 t    | 4.5 t    | 45 m                    | 8.5秒          |
ツール
ダブルドライバー
Wの変身ベルト。左右2本のメモリスロットを備え、展開することでWの文字となる。『ビギンズナイト』でのフィリップの説明によると、「ドライバーの使用者をフィリップと一体化させて最高の頭脳と肉体を合わせ持つ究極の超人を生み出す装置」。複数のメモリの能力を同時に使用して組み合わせることが可能。6本のガイアメモリと共に荘吉が所持し、ビギンズナイトにて翔太郎に託された。普段はバックルの状態で翔太郎が携帯し、腹部に当てることで自動的にベルトが伸長して装着され、装着すると原理は不明だが、フィリップにも同型のベルトが出現して変身段階に入る。
憑依する側がドライバーに自分のメモリ（フィリップならソウル、翔太郎ならボディ）をスロットに装填することで、メモリがもう一方（肉体のベースとなる方）のドライバーに転送され、そちらも自身のメモリを装填し、バックルを展開することで変身完了する。憑依する側の人間はメモリ装填時に昏倒し、変身後は反対サイドの肉体へ意識を取り込ませている。形態変化は装填されているメモリを交換することで行う。変身時に所有するメモリも移動しているため、2人が遠距離にいても変身・形態変化は可能。変身待機音は使用するガイアメモリによって異なり、形態名と同様にソウル・ボディメモリの順序に専用のメロディが流れる。変身時にはメモリに書かれたイニシャルが投影され、肉体のベースになる方には顔に独特の紋様が浮かぶ。
メモリを挿入しない状態でも、ドライバーを身に着けた状態だと2人の感覚は共有される。翔太郎以外の人間でも装着できるが、変身はおろかフィリップの腰にドライバーが出現することもない。
- 使用者であるW同様、デザインに際して特定のモチーフは用いられておらず、その代わりに配線や構造がむき出しとなった「ごちゃごちゃしたメカ＝ごちゃメカ」をコンセプトとしている。当初はキーボードが付いたパソコン型のベルトという案もあったが、Wの文字をモチーフにバイクのエンジンのディテールを意識して設計された。

ガイアメモリ
ダブルドライバー専用として厳選・設計がなされた特殊なガイアメモリ。変身中にハーフチェンジや敵の攻撃によってベルトからメモリを抜かれても即座に変身は解除されない。端子部分はボディメモリが24金、ソウルメモリがプラチナでメッキされている。6本のメモリと後述のファングメモリはダブルドライバーを展開した時の角度に合わせて、イニシャルが斜めに描かれている。また、イニシャルのフォントはそのメモリの性能を模している。
- 『炎神戦隊ゴーオンジャー』のカンカンバーの炎神ソウルを用いた音リレーが成功したことから生まれたもので、技術的にも炎神ソウルと同様にドライバーからではなく、後乗せでメモリ自体に音声を内蔵することで作品に合わせた玩具展開が可能となった。効果音であったカンカンバーに対して、音楽要素を強調し、属性を表現することを想定してイントロとサビを組み合わせている。だが、結果的に曲よりも音声の印象が強くなったものの、次作『仮面ライダーオーズ/OOO』でこのアイデアが結実した。2本のメモリを挿すということは、炎神ソウルよりもバージョンアップしているためである。ガイアメモリの玩具が成功したことにより、カード以外の連動アイテムのマーチャンシステムが完成し、以降の作品で変身ベルトに何かを装填するといったものとなった。

ボディメモリ
ジョーカーメモリ（J / 黒）
切り札の記憶を宿したガイアメモリ。Wのボディサイドをジョーカーサイドに変化させる。「J」のイニシャルはトライバル柄を意識してデザインされている。
翔太郎にとって最も適合率の高いメモリで、6つのメモリのうち最も汎用性が高く、スターティングメモリして使用される。極限まで身体能力や肉体の運動能力が高まり、専用武器を持たない代わりに近接格闘に優れる。
第29話の夢の中に現れるナイトメア・ドーパントを誘き出すべくWに変身して眠った翔太郎の夢の中では、前日に翔太郎が徹夜して鑑賞した時代劇、『風の佐平次 パニックリベンジャー』の影響で背景が時代劇となっており、それによって変身の際に形自体はメモリだが、ジョーカーのイニシャルと「切り札」の文字が描かれた木札が登場した。
『風都探偵』第36話で、使用者の感情によって性能の上限を突破する特性を持っていることが明かされた。
仮面ライダージョーカーの変身にも使用される。
メタルメモリ（M / 銀色）
闘士の記憶を宿したガイアメモリ。Wのボディサイドをメタルサイドに変化させる。「M」のイニシャルは鉄板をデザインモチーフとしている。
重量が増えることでスピード・ジャンプ力などの機動力が大きく低下するが、腕力と防御力が高められ、背面のハードポイントシャフトマウントより専用の棒術武器・メタルシャフトが生成される。同じパワー系の組み合わせで、闘争心を高められるヒートメモリと最も相性が良い。
トリガーメモリ（T / 青）
銃撃手の記憶を宿したガイアメモリ。Wのボディサイドをトリガーサイドに変化させる。「T」のイニシャルは拳銃をデザインモチーフとしている。
射撃攻撃に特化したメモリで、専用武器のエネルギー銃・トリガーマグナムが左胸部のトリガーラングに生成され、視力の上昇や磁場フィールドの形成による足下の固定といった銃撃戦に特化した能力が付加される。
ソウルメモリ
サイクロンメモリ（C / 緑）
風の記憶を宿したガイアメモリ。Wのソウルサイドをサイクロンサイドに変化させる。「C」のイニシャルは竜巻をデザインモチーフとしている。
フィリップにとって最も適合率の高いメモリ。スピードに長けた特性を持ち、極限まで左半身の特性を引き出して攻撃に風の属性を付加してスピードアップを加味し、自在に風を発生させる。気圧変化を促す能力も備え、最大出力でこの力を取り込むと周囲の気圧が変動して風を巻き起こす。首後ろより姿勢制御の役割を果たすマフラー状の羽根・ウィンディスタビライザーを唯一形成するメモリで、変身時やマキシマムドライブ発動時には強制的に周囲の空気を取り込むために激しい乱気流を纏う。
第29話の翔太郎の夢の中ではジョーカーメモリと同様にメモリの形をしたサイクロンのイニシャルと「疾風」の文字が描かれた木札が登場した。
『Zを継ぐ者』では仮面ライダーサイクロンへの変身にも使用された。またボディに刻まれたラインの隙間から風を取り込むことでスタミナを保つことが明かされた。
ヒートメモリ（H / 赤）
熱き記憶を宿したガイアメモリ。Wのソウルサイドをヒートサイドに変化させる。「H」のイニシャルは炎をデザインモチーフとしている。
闘争本能と高熱を掻き立て、攻撃に炎の属性を付加する極めて攻撃性の高いメモリ。強烈な炎と高熱を発現させることができ、周囲の空気が高熱で歪むほどのエネルギーが発散する。マキシマムドライブ発動時には全身が炎に包まれ、武器に熱エネルギーを飛ばして破壊力を増加したり、バイク兵器での特攻に使用される。
ルナメモリ（L / 黄色）
幻想の記憶を宿したガイアメモリ。Wのソウルサイドをルナサイドに変化させる。「L」のイニシャルは月をデザインモチーフとしているが、それだけでは文字に見えにくいため、光った感じの効果線でL字を描いている。
6本のうち最も謎めいたメモリ。超常的な属性を付加し、肉体や武器の形状をゴムのように自由自在に変化させ、変則的な攻撃が可能になる。
メタルシャフト
メタルサイド専用の棒術武器。使用時以外は短くした状態でメタルサイドのシャフトマウントに固定される。
バーストライクバーはメタルサイドのボディと同じ強度を備え、メタルサイドの腕力と相まって高威力な打撃を放つ。戦闘時には両端のストライクバーが伸長し、最硬を誇る先端部のエンドハンマーには各ソウルサイドの属性が付加される機構となっている。サイクロンメタルでは旋風、ヒートメタルでは高熱火炎を纏い、ルナメタルでは鞭のように自在に伸縮・湾曲する。マキシマムスロットや上面後方のガジェットマウントにガイアメモリやメモリガジェットを装填することでメモリのプログラムが発動し、破壊力を高める。
- ダブルドライバーのデザインコンセプトである「ごちゃメカ」にあわせてデザインされ、ヒートメタルをイメージして赤銀のカラーリングとなった。

バットシャフトモード
ガジェットマウントにバットショット ライブモードをドッキングさせた形態。バットショットが2本の牙であるハウリングタスクを共鳴させることで超音波を発生させてシャフトを超振動させ、翼部のブレードウイングの羽ばたきによりソニックシャフトとして周囲に展開され、戦闘を補助する。
また、バットショットの合体により敵の斬撃を受け止めやすくなっており、防御力が向上している。
スタッグシャフトモード
ガジェットマウントにスタッグフォン ライブモードをドッキングさせた形態。エスカレートプログラムの起動によりパワーが合体前の2倍になっているが、それだけに負荷が大きく破損する危険性もある。スタッグフォンから発生する2本のエネルギー体で敵を捕捉し、相手を傷つけることなく一部分だけをピンポイントで挟んで破壊することが可能。
スパイダーシャフトモード
ガジェットマウントにスパイダーショック ライブモードをドッキングさせた形態。パワーの倍化や破損の危険性は前項に同じ。エンドハンマーから糸を放出して対象を拘束する。
トリガーマグナム
トリガーサイド専用の光弾銃。使用時以外はトリガーサイドの左胸部であるトリガーラングにマウントされる。
ガイアメモリやメモリガジェットのプログラムをエネルギー弾に転換・発射する機構を備え、Wの意思に応じて単発・連射の切り替えや威力のコントロールが可能。トリガーラングのV字型部分、エナジーリローダーから生体磁気ポイント、マグネホルスターに固定装着されたマグナムにエネルギーがチャージされるため、リロードする必要がない。マキシマムドライブ発動時にはノーマルモードからマキシマムモードに変形させる。
『鎧武&ウィザード』では仮面ライダー龍玄 Wアームズが使用した。
- 変身直後にマグナムが胸に付いていることから、Wの胸のラインに揃うようにライトブルーのラインを加えている。

ノーマルモード
通常時のハンドガン形態。秒間に240発の連射を可能とする。サイクロントリガーでは拡散効果で広範囲の射撃や連射が可能な風の弾丸、ヒートトリガーでは極めて高出力な高熱の弾丸、ルナトリガーでは弾道を自由に操作可能なビームバレットをそれぞれ発射する。
マキシマムモード
メモリをマキシマムスロットに装填し、可変型の銃身グリップバレル前部を変形させたマキシマムドライブ発動時の一撃必殺の小型大砲形態。銃口のマキシマムマズルからメモリのエネルギーを2倍に増幅した必殺技を放つ。
バットマグナムモード
ガジェットマウントにバットショット ライブモードをドッキングさせた形態。バットショットの頭部が上方に展開して三次元ターゲットスコープとなり、超精密射撃が可能となる。
スタッグマグナムモード
ガジェットマウントにスタッグフォン ライブモードをドッキングさせた形態。エスカレートプログラムの起動によりパワーが合体前の2倍になっているが、トリガーマグナムにかかる負荷が大きく、連続使用すると破損する危険性もある。
標的を挟み込むような軌道を描く2発の赤い光弾を放つため、素早く動き回る敵を捉えるのに適している。
スパイダーマグナムモード
ガジェットマウントにスパイダーショック ライブモードをドッキングさせた形態。直径2ミリメートルの黄色のワイヤーで編みこまれた粘着ネットを射出できるようになる。ネットは非常に頑丈で、第14話では420キログラムもの重さがあるバイオレンス・ドーパントを捕らえて軽々と振り回すことができた。
ビートルマグナムモード
ガジェットマウントにビートルフォン ライブモードをドッキングさせた形態。

マキシマムドライブ
括弧内は使用フォーム・使用メモリ・使用ガジェット。
ジョーカーエクストリーム（サイクロンジョーカー / ジョーカーメモリ）
緑の乱気流を発生させ、その力で宙に浮き上がり正中から体が分離され、時間差で両足蹴りを叩き込む。分割せずに放つ場合もある。また、障害物を利用して左右から挟み込むように放つことも可能。破壊力は12トン。
連続蹴り（サイクロンジョーカー / サイクロンメモリ）
『MOVIE大戦アルティメイタム ディレクターズカット版』で使用。緑の風を纏いながら体を回転させ、その力を利用して連続蹴りを叩き込む。
ジョーカースパイラル（サイクロンジョーカー / サイクロンメモリ）
『風都探偵』で使用。サイクロンサイドの手刀に風を纏わせ、相手の身体に打ち込む。
ジョーカーグレネイド（ヒートジョーカー / ジョーカーメモリ）
ヒートサイドの拳に赤・ジョーカーサイドの拳に紫の炎を纏い、ジャンプと共にその熱を推進力として上昇し、空中で正中から体が分離され、両サイドから敵に連続パンチを叩き込む。破壊力は10トン。
ジョーカーバックドラフト（ヒートジョーカー / ヒートメモリ）
『風都探偵』で使用。ヒートサイドの拳に炎を纏い、敵に対してストレートパンチを一点に叩き込み、名前の通り内部から炎を噴き出させる。
ジョーカーストレンジ（ルナジョーカー / ジョーカーメモリ）
『運命のガイアメモリ』で使用。正中から体が分離され、さらにルナサイドが5体に分身した後同時に腕を伸ばして連続攻撃を当て、最後にジョーカーサイドによるパンチを叩き込む。破壊力は4トン。
『風都探偵』で使用された際は最後のジョーカーサイドによる攻撃が拳で殴り付ける形になっている。
メタルツイスター（サイクロンメタル / メタルメモリ）
右手で持ったメタルシャフトの先端に緑の暴風を纏い、緑色の竜巻を発生させるように回転しながら敵をシャフトで連打する。破壊力は30トン。
メタルブランディング（ヒートメタル / メタルメモリ）
メタルシャフトのエンドハンマーに高熱を纏い、噴射した熱による推進力を乗せて打撃を叩き込む。ハードタービュラーに搭乗して上空から急降下して放つパターンや高熱火炎を放つパターンも存在する。破壊力は30トン。
メタルイリュージョン（ルナメタル / メタルメモリ）
鞭状に変化したメタルシャフトを頭上で円を描くように振り回し、複数生成した黄色の円盤状のエネルギーを自在に弾き飛ばして敵を攻撃し、最後にすべての光輪を全方位からぶつける。破壊力は30トン。
メタルスタッグブレイカー（サイクロンメタル / メタルメモリ / スタッグフォン）
メタルシャフト スタッグシャフトモードのエンドハンマーから風のエネルギーを圧縮した巨大なハサミを展開させ、ピンポイントで挟み込んで粉砕する。破壊力は30トン。
トリガーエアロバスター（サイクロントリガー / サイクロンメモリ）
『運命のガイアメモリ』で使用。トリガーマグナムから緑の小型竜巻を連続発射し、敵を風圧で吹き飛ばす。他のマキシマムドライブと異なり、マグナムにソウルメモリであるサイクロンメモリを装填して発動する。破壊力は20トン。
トリガーストームボム（サイクロントリガー / トリガーメモリ）
『風都探偵』で使用。トリガーマグナムから、何らかの物体に衝突することで巨大な竜巻を発生させる弾丸のようなものを発射する。このマキシマムドライブの判明により、すべてのフォームにボディメモリを使用するマキシマムドライブが揃った。
トリガーエクスプロージョン（ヒートトリガー / トリガーメモリ）
トリガーマグナムから超高温の火炎放射を放つ。ツインマキシマムの場合は全身が超高温になり、その熱エネルギーを圧縮した強力な火炎弾を発射する。破壊力は35トン。
トリガーフルバースト（ルナトリガー / トリガーメモリ）
トリガーマグナムから追尾性能を持つ黄色と青の光弾を無数に発射する。破壊力は20トン。
トリガーシャインフィールド（ルナトリガー / ルナメモリ）
『風都探偵』で使用。戦闘領域一帯に特殊粒子を散布し、不可視の敵を特殊粒子を散布した空間全体を使って感知する。
トリガースタッグバースト（ルナトリガー / トリガーメモリ / スタッグフォン）
スタッグフォンを合体させたトリガーマグナムから左右2方向に分断して発射した光線が、クワガタムシの顎のように弧を描き、敵を挟み込んで命中する。破壊力は20トン。
トリガーバットシューティング（サイクロントリガー / トリガーメモリ / バットショット）
バットショットが変形したスコープで照準を絞り、トリガーマグナムから高威力の風の弾丸を発射して敵の急所を一点集中で撃ち抜く。破壊力は20トン。
トリガービートルブラスター（ヒートトリガー / トリガーメモリ / ビートルフォン）
『風都探偵』で使用。ビートルフォンを合体させたトリガーマグナムから一点集中の炎の光線を発射し、敵を撃ち抜く。Wが身構えておいても後退させられるほど、発射時の反動は強い。

合体技
括弧内はW側の使用フォーム・使用メモリ。
ジョーカーエクストリーム・ダブル（サイクロンジョーカー / ジョーカーメモリ）
アクセル バイクフォームとの合体技。アクセル バイクフォームの後輪を利用して空中高くジャンプして放つジョーカーエクストリーム。破壊力は12トン。
トリプルエクストリーム（サイクロンサイクロン & ジョーカージョーカー）
『W&ディケイド』の『MOVIE大戦2010』で使用。ディケイドとの合体技。自身たちの両足蹴りとディケイドのディメンションキックの三位一体攻撃。

専用ビークル
秘密ガレージに残されていたスカルのビークルを改造した物とされる。
リボルギャリー
W専用の後方支援兼高速移送装甲車。シュラウドがハードボイルダーシステムの中核として設計した。学習型のAIシステムを搭載している。普段は鳴海探偵事務所の地下ガレージにハッチ展開した状態で格納され、必要時にスタッグフォンに「26074」と入力することで遠隔操作で出撃する。のちに学習型AIシステムの成熟により、Wの戦況を自動的に判断して出撃できるようになった。そのほか、アクセル（竜）が乗り込んで登場したこともある。
次世代型のW型6気筒ガソリンエンジンWエクストリムエンジンを搭載しており、リザーバー内部にあるコンバーターによって驚異的なパワーを生み出し、ガソリンによって発生する排気ガスを排出せず、浄化するエコ機関となっている。また、車体後部のサイクロンブーストからエンジンにて変換された風のエネルギーを放出することで、加速力を強化する。超大型の車両ながら、基本オートパイロット機能による自動操縦での軽快な走行が可能。車体後部にハードボイルダーのテールユニットを格納する巨大なリボルハンガーを備え、ハードボイルダーの母艦兼発進カタパルトとして機能する。武装は車体前面の突撃用装甲チューブ、アタックバンパーのみだが、幹部級ドーパントの攻撃でも傷付かない強固なボディによる体当たり攻撃を得意とし、劇中では敵の攻撃を妨害する（間に入って盾になる）形で出現する場面が多い。
『風都探偵』では、大雪に閉ざされた翔太郎とフィリップのもとへ亜樹子たちが事務所から向かう際、ガイアブーストエンジンとリボルバーハンガーの高出力で雪を弾き飛ばすという除雪車のような活躍も描かれている。
- デザインモチーフは「様々なビークルのパーツの寄せ集め」である。例として、カーキャリアのフレームの上にシールドマシン状のリボルバーが搭載され、その外周部は戦車の無限軌道が巻かれて保護されている。また、顔の部分に相当するマスクドハッチは戦車の装甲板の重ねあわせで、眼の部分に相当するスカイドームキャノピーは戦闘機のキャノピー型となっている。

ハードボイルダー
W専用の特殊モーターサイクル。名付け親は翔太郎で、翔太郎は戦闘時だけでなく日常でもこのマシンを愛用する。まれにフィリップや亜樹子が搭乗する場合もある。
側面にWの文字が描かれた黒の前部、ハードボイルダー・フロントセクションと緑の後部ボイルダーユニットで構成されているほか、車体後部は状況によって換装されており、陸・海・空あらゆる局面に対応する（換装は変身前でも可能）。
コンソールパネルに内蔵されたオートブレインユニットによる自律走行が可能。武装は前輪脇に取り付けられたマルチガンユニット、ユニバーサルランチャーで、マガジンの換装によりミサイル・追跡用ビーコン・煙幕などを発射する。
- 撮影用車両のベースはホンダ・CBR1000RR。フロントに角を付けた以外、ベースの造形はほとんど手を加えられていない。当初は後部のタイヤも緑にする案もあり、実際に販売されているものの、入手しづらいことから断念された。
- テレビアニメ版『風都探偵』では、椛島のこだわりにより、第3話のバイクアクションシーンは映画『ワイルド・スピード』シリーズの細かいカット割りが参考にされている。

ハードボイルダー・スタートダッシュモード
ボイルダーユニット後部バックユニットの車体サイドのコネクタに緑の6機のブーストエンジンダッシュブーストユニットを装備したドラッグレーサーモード。
上下4基のダッシュブーストエンジンと、中段2基のスタビライズサブエンジンに一斉点火することで爆発的に加速する。多少スピードを落とせばドリフト走行もでき、走行中に真後ろを向いて追跡する敵を攻撃可能。多段式ロケットと同様に使い切った独立した燃料庫を持つ片側25キログラムのブーストエンジンを走行しながら切り離し、追跡して来た敵への足止め（6本のブースターそれぞれが爆発物として作用する）に使用することもある。身軽になった車体は、より機動性が高まる。
- グニャグニャと入り組んだ形状のマフラーを表現するため、ちょうどバランスがいい形としてサイクロン号に倣って6本のマフラーとなった。

ハードタービュラー
車体後部を赤のタービュラーユニットに換装した超音速航空機形態。巨大型および飛行型ドーパントの追撃などで使用される。
ジェット燃料を使用するメインエンジン、メインブーストにより超音速を実現し、補助エンジン、スタビライズブーストと垂直尾翼バーティカルスタビライザーの働きによって空中での安定性と急速旋回性能を得ている。Wの脳波によるシンクロコントロールが可能で、メモリの能力を取り込むことでメモリに応じた攻撃を繰り出す。可変型主翼、バリアブルウイングに備えた、毎秒25発の収束エネルギー弾を放つエナジーバルカンと、主翼前縁の振動刃であるスクランブルカッターを武器とする。ワイヤーを射出することも可能。
主にヒートメタルなどのメタル系統で搭乗するが、『MOVIE大戦CORE』ではCJXの状態で搭乗した。
ハードスプラッシャー
車体後部を黄色のスプラッシャーユニットに換装した高速艇システム。海難事故の救出活動や水中および水上戦でのドーパントの撃墜などで使用される。
主力のハイドロジェット1基と、サブハイドロジェット2基から強力な水流を後方に噴出して推進力を得る。双胴ユニット、カタマランフローターの内部には、電気信号に応じて浮力を変化させるフローティングマテリアルが数千個封入されており、浮力の調節によって水上と水中を自在に移動できる。
武装は水中翼のハイドロフォイル前面から発射される魚雷。
『MOVIE大戦2010』にて、荘吉が命を落とした孤島に翔太郎がボートで渡航した際、後からフィリップが現れ、島の海岸にはハードスプラッシャーが停泊していた。このことから、フィリップは非戦闘時でもハードスプラッシャーを使用しているようである。
- 推進機を後部に付けるのみであるとハードタービュラーとの違いが出せなかったため、バイクの前半分も唯一変わるように変形させて、ボードのようなシルエットにしている。

ハードマンモシャー
頭部部分が破壊されたマンモスメカにハードボイルダー・フロントセクションを接続した特殊形態。
スペック
| 名称                                    | 全長     | 全幅    | 全高    | シート高 | 重量   | 最高速度                                                   | その他の数値                                      | 最高出力                             | 乗車定員 |
| --------------------------------------- | -------- | ------- | ------- | -------- | ------ | ---------------------------------------------------------- | ------------------------------------------------- | ------------------------------------ | -------- |
| リボルギャリー                          | 13.525 m | 3.47 m  | 7.72 m  |          | 47.5 t | - 230 km/h（整地） - 97 km/h（不整地）                     | - 排気量：17,000 cc - 積載車両数：1台＋ユニット×3 | - 3,730 kW - （馬力換算：5,075馬力） |          |
| ハードボイルダー                        | 2.08 m   | 0.68 m  | 1.13 m  | 0.82 m   | 165 kg | 580 km/h                                                   | 0→400 m加速：3.5 sec                              | - 262.5 kW - （馬力換算：約350馬力） | 2名      |
| ハードボイルダー スタートダッシュモード | 2.52 m   | 1.29 m  | 1.25 m  | 0.82 m   | 215 kg | 870 km/h                                                   | 0→400 m加速：1.2 sec                              | - 450 kW - （馬力換算：約600馬力）   | 2名      |
| ハードタービュラー                      | 2.71 m   | 2.524 m | 1.416 m | 0.82 m   | 227 kg | マッハ1.2                                                  | 最高到達高度：50,000 m                            |                                      | 2名      |
| ハードスプラッシャー                    | 2.478 m  | 1.325 m | 1 m     | 0.82 m   | 201 kg | - 水上135ノット（約250 km/h） - 水中64ノット（約120 km/h） |                                                   |                                      | 2名      |

### ファングジョーカー
ファングメモリとジョーカーメモリを使用して変身する、唯一フィリップをボディとした特殊強化形態。
ハーフチェンジ時とは対照的に全身の意匠が鋭角化しており、野獣のごとき猛々しい闘争心とパワーを宿し、基本9形態を上回る戦闘能力を発揮する。しかし、強力さがゆえに制御が難しく、ファングメモリの獣性を抑えるために翔太郎と最も適合率の高いジョーカーメモリを必要とするので、メモリを交換する戦法をとることはできないため、一種のバーサーカー状態に陥る危険性が付きまとう。
バックル上部にはみ出したファングメモリのタクティカルホーンを弾く回数によって異なる発生位置に刃を武装し、1回で「Arm Fang」の電子音声と共に右上腕に出現するアームセイバー、2回で「Shoulder Fang」の電子音声と共に右肩に出現し、着脱してブーメランあるいは手持ちで使用するショルダーセイバーを武器とする。
かつて『ビギンズナイト』で変身した際、ファングメモリに封じられた「野獣の記憶」によって知性を失って闘争心のままに暴走を引き起こしたことが、フィリップにはトラウマとなっている。テレビシリーズへの初登場時も変身を拒んでいたが、翔太郎たちを救おうとするフィリップの決心によって再度変身する。一時は暴走してしまうが、翔太郎が荒れ果てた精神世界内に埋まっていたフィリップを救出したことにより、知性を取り戻してコントロール可能になった。なお、過去作品の強化形態のような二段変身ではなく、前述の通りフィリップが直接変身した形態であるうえ、敵の性質や変身者の状況でハーフチェンジかこちらかを排他選択して変身するため、戦闘中に窮地に陥った際には必ずしもこの形態に変身するというわけではない。また、ダブルドライバーのオリジナルは翔太郎が所持しているため、彼と遠距離に位置している場合はスタッグフォンなどで連絡を取り、変身したい旨を伝える必要がある。
『MOVIE大戦アルティメイタム ディレクターズカット版』では、ヒートトリガーでの戦闘中に直接この形態へ変身しているが、劇中のWは『仮面ライダーウィザード』における精神世界「アンダーワールド」にて魔法によって呼び出された存在であるため、上記の設定と矛盾していても問題はない。
- 他の武器を持ったフォームや剣を持ったアクセルに対しても渡り合える姿に見えるように、刃を体から出すスタイルとなった[74]。野性味溢れるライダーとして仮面ライダーアマゾンを連想し、全身に尖ったディテールを加えて、野性味をアピールするものとなり、上向きにトゲを付けている[75]。顔にもトゲを付けているが、マスク全体は下の方が高くなっていく階段状になっているため、口の周りのみ逆の階層にすることでクラッシャーの雰囲気を出し、その境目に涙ラインを入れてまとめている[75]。
- スーツアクターを務めた高岩は、フィリップが行動をコントロールしきれないという設定があったことから、獣のようなアクションをすることとなり、後に翔太郎によって制御が可能となったが、当初から暴走っぽい感じを強調しなければならなかったため、序盤は思いっきり暴れることとなったものの、パワフルなキャラクターが印象的であったことから、フィリップがコントロールできるようになっても、獣のようなアクションは残すこととなった[11]。

ガイアメモリ

ファングメモリ（F / 白）
フィリップの護衛用として作られた、牙の記憶を宿した自らの意志を持つ特殊ガイアメモリ。ライブモードとメモリモードの2つの姿を持ち、プラチナ端子であるため、ソウルメモリに該当する。平時はライブモードのまま姿をくらましているが、フィリップが生命の危機に瀕した際にはそれに呼応して自らの意思で姿を現す。テレビシリーズでは無理な減量によってフィリップの体力が限界に達したことを察知した際にも、彼のもとに現れた。制御可能になって以降は自在に召喚できるよう、手懐けている。
「いかなる手段を用いてもフィリップを護衛する」ように設計され、フィリップに危害を与える者を「野獣の記憶」によって徹底的に殲滅するプログラムが組み込まれており、これがファングジョーカーの暴走という危険性の要因となっている。そのため、完全制御にはボディサイド側からの制御が不可欠となる。
- ガイアメモリであることや、メモリガジェットとの差別化からライブモード時のボディはガイアメモリ同様クリアボディとなっており、メモリモード時はごちゃメカと2形態でなるべく見た目の印象が変わるようにしている。

ライブモード
自立稼働する恐竜型ロボット形態。アゴ部分であるディノクラッシャーの怪力や頑強な特殊樹脂、ガイアグラス製のボディによる防御力を活かしてフィリップらを護衛するなど、単体でも高い戦闘能力を発揮する。
メモリモード
フィリップの手動操作で変形するメモリ形態。下半身部分は恐竜（ケラトサウルス）の頭部のように変化し、ダブルドライバーに装填後は上部のタクティカルホーンが武装やマキシマムドライブ発動のための角となる。
ファングメモリの強い獣性を制御するために翔太郎にとって最も適合率の高いジョーカーメモリを使用する必要があり、メタルやトリガーと組み合わせることはない。
マキシマムドライブ

ファングストライザー
タクティカルホーンを3回弾いてファングサイドの右足首にマキシマムセイバーを発生させ、回転蹴りで敵を切り倒す。命中すると、恐竜の頭部のようなオーラと共にメモリに描かれている「F」の文字が浮かび上がる。破壊力は45トン。

合体技
ライダーツインマキシマム
アクセルとの合体技。自身のファングストライザーとアクセルのアクセルグランツァーの同時攻撃。

### ファングトリガー
ファングメモリとトリガーメモリを使用して変身する特殊形態。『風都探偵』にて登場。エクストリームに達したことで短時間ながら変身可能となった。右手の甲から返しの付いた針フィストニードルを発射できる。
マキシマムドライブ
ファングスクリュードル
左腕に出現させた二本のアームセイバーを弓にして、タクティカルホーンから引き抜いたエネルギーの矢を放つ。

### ファングメタル
ファングメモリとメタルメモリを使用して変身する特殊形態。『風都探偵』にて登場。エクストリームに達したことで短時間ながら変身可能となった。
マキシマムドライブ
ファングスピアバレット
自身の身体を高速回転させ、出現させたショルダーセイバーで標的をドリルのように貫く。

### サイクロンジョーカーエクストリーム
サイクロンジョーカーの状態でフィリップの肉体を取り込んだエクストリームメモリを使用して変身する、2人の精神と肉体が一体化したWサイクロンジョーカーが究極レベルまで進化を遂げた姿。それぞれが言葉を発する時にはフィリップならソウルサイド、翔太郎ならボディサイドの複眼が点滅し、変身解除の際には翔太郎とフィリップが前後または左右に重なり合った状態で実体化する。公式サイトや雑誌などではCJXと略され、本項でも引用する。
触角や両手・両足のリングがX字に、姿勢安定制御や腕力の制御の役割を果たす両肩の安定器フォーススタビライザーがW型にそれぞれ形成し、カラーリングはサイクロンジョーカーの緑・黒に加え、サイクロンジョーカーのボディーを2つに分断するように中央にセントラルパーテーションが変化した超越的肉体・クリスタルサーバーが出現し、大きく3色に分かれる。サイクロンメモリを取り込んでいるがウィンディスタビライザーは形成されない。サイクロンジョーカーからの二段変身でなければならないが、ユートピアとの最終決戦では最後の変身のみサイクロンジョーカーへの変身中にエクストリームメモリが介入する形で直接変身している。ベースとなる肉体はハーフチェンジと同様に翔太郎であるため、フィリップをベースとするファングジョーカーからこの形態に変身するには一度変身解除し、サイクロンジョーカーに再変身する必要がある。
クリスタルサーバーは地球の記憶という広大なデータベースと直結しており、CJX自身・ドーパントのデータを含めたその場の戦闘に必要な事象を瞬時にリアルタイムで取り出してダウンロードする役割を果たす。これにより、CJX形態でのWは入手した情報からその都度置かれた状況に合わせて最も有効な戦術・戦略を導き出し、常に敵の弱点や能力を読み取ったうえで一手先を行く戦略を活かすことが可能となっている。クリスタルサーバーから出現する複数のガイアメモリとのリンクを図るプリズムメモリを核とした専用武器のプリズムビッカーを連携することによって敵のガイアメモリの能力を無効化することもでき、ハーフチェンジやファングジョーカーでは不可能だったツインマキシマムはおろか4本同時マキシマムドライブも問題なく発動できる。しかし、この形態だけで全形態を越えるわけではなく、総合的な戦闘スペックもファングジョーカーより劣っているため、敵の解析が不完全な場合は有効打を与えられないことがある。また、この形態には翔太郎とフィリップの完全な調和が必要であり、どちらかの感情が昂ぶっている状況など完全な調和が不可能な時に変身するのは危険であるため、その後も戦況に応じて他のフォームと使い分けている。
- クリスタルサーバーはダブルドライバーの発光部分のプリズムディテールをモチーフとしており、左右にマスクが開くことでクラッシャーがなくなることから、中のディテールをWのクラッシャーのようにアレンジしている[75]。
- スーツには、過去に放送されていたクリアボディの特撮ヒーロー『超光戦士シャンゼリオン』のスーツよりも軽量化された材質が採用されている。しかし、下半身の内側の「アダプト」という透明樹脂は柔軟性に乏しく、スーツアクターが屈んだり足を拡げたりするのは不可能である[81]。なお、高岩によれば、着ると全身にコルセットを着けたような感覚になったうえ、アップ用は着なくてもそのまま自立するほどだったため、初登場時の第32話では着たものの普通に歩けないことから台車に乗せられ、当時の助監督であった杉原輝昭によって撮影地点まで運ばれたという[82]。

フォーム
サイクロンジョーカーゴールドエクストリーム
風都の人々の勝利の祈りを乗せた風をエクスタイフーンで吸収して変身したサイクロンジョーカーエクストリームの最強進化形態。詳細は仮面ライダーW FOREVER AtoZ/運命のガイアメモリ#仮面ライダーW サイクロンジョーカーゴールドエクストリームを参照。
ツール
ガイアメモリ

エクストリームメモリ（X / 黄色・黒）
CJXの変身に使用される、バードモードで自らの意思を持って飛行する鳥型特殊ガイアメモリ。ドライバーに対応する2本の端子を持つが、エクストリームメモリ本体には特定の地球の記憶のデータが内包されておらず、サイクロンとジョーカーメモリを取り込み、地球の記憶そのものと直接データリンクを果たすことで、その真価を発揮する。メモリ単体での戦闘能力も高く、初登場時はウェザー・ドーパントの攻撃を跳ね返して撤退させた。
フィリップの肉体を胴体下部のガイアスペースに収納したエクストリームメモリがサイクロンとジョーカーメモリを取り込み、ダブルドライバーに装填・展開することで、セントラルパーテーションが左右に分離した後にクリスタルサーバーが出現して変身完了する。通常はエクストリームメモリをキャッチしてドライバーに手動で装填するが、飛来したメモリがそのまま自動的に装填・展開することもある。展開後はメモリ頭部に隠れていた「X」のイニシャルとベルトに風を取り込むタービン、エクスタイフーンが露出する。メモリを閉じて再び展開することでこのタービンが高速回転し、マキシマムドライブを発動する。性質上は他のメモリを取り込むこともでき、サイクロンアクセルエクストリームの存在も示唆された。
ユートピアとの最終決戦の後、変身解除と同時にフィリップやソウルメモリと共に消滅するも、ミュージアム壊滅から1年後、園咲若菜の身体を代価に新たな個体が現れた。
- デザインモチーフは、『秘密戦隊ゴレンジャー』のバリドリーン。

プリズムメモリ（P / ライムグリーン）
プリズムの記憶を宿したガイアメモリ。「P」のイニシャルはダイヤモンドのカッティングラインをイメージしている。ビッカーに装填する位置から、イニシャルは縦向きに描かれている。
プリズムソードの柄頭に専用マキシマムスロットが設けられており、プリズムビッカーの起動キーとしての役割を持つ。複数のメモリの記憶を1つのエネルギーに収束変換させる能力を備え、ベルトのマキシマムスロットに装填してマキシマムドライブを発動することで翔太郎とフィリップのシンクロ率を極限まで高めることが可能。
プリズムビッカー
クリスタルサーバーから生成されるCJXの専用攻守一体型武器。前述のプリズムメモリを柄に装填することでプリズムソードとビッカーシールドに分離する。クリスタルサーバーと連携することでドーパントの能力を検索・解析し、そのデータを反映させて敵のガイアメモリの能力を無効化できる。
- エンジンブレードの戦闘スタイルや見た目との差別化から、剣と盾に分けられた。

プリズムソード
CJXの専用両刃剣。刀身ガイアブレードはエクストリームの力でガイアメモリの能力を無効化するため、ドーパントに対して非常に有効な武器となる。刀身にまとったプリズムメモリのエネルギーを破壊エネルギーとして変換し、放出する。
ビッカーシールド
CJX専用の円盾。X字型に配された4つのマキシマムスロットがあり、プリズムメモリを核にすることで従来では不可能だった4連マキシマムドライブを発動できる。
ケツァルコアトルス・ドーパント戦では、マキシマムドライブ発動で巨大化させたシールドにCJXが搭乗し、ガンナーAに射出されて空中戦を繰り広げた。
- ダブルドライバーのデザインラインが踏襲されているが、データを多くのメモリから集める、というイメージから、記憶ディスクをイメージした円盤状ディテールを中央に入れている。企画段階では6本のガイアメモリを挿せるアイテムが検討されていたが、サイクロン・ジョーカーメモリが変身に使用されていることを指摘されたため、4本となった。

マキシマムドライブ
括弧内は使用メモリ。
ダブルエクストリーム（エクストリームメモリ）
一旦エクストリームメモリを閉じ、再度展開。エクスタイフーンから発生した緑と黒の2色の竜巻を背後に回しながら上昇し、両足にX字のエネルギーを纏って両足蹴りを叩き込む。破壊力は80トン。
ダブルプリズムエクストリーム（エクストリーム・プリズムメモリ）
ダブルエクストリームの強化版。プリズムメモリをマキシマムスロットに装填してマキシマムドライブを発動し、2人のシンクロ率を極限まで高めた状態でさらにエクストリームのマキシマムドライブを発動し、両足に竜巻のような七色のエネルギーを纏って両足蹴りを叩き込んだ後に連続蹴りで追撃する。フィリップ曰く「奴（ユートピア）に最も効果のある攻撃」。破壊力は160トン。
『風都探偵』ではリアクター・ドーパントに対して人質を守りつつ、リアクターに最大のダメージを与えられる技として使用した。
プリズムブレイク（プリズムメモリ）
プリズムソードのグリップ部のスイッチであるマキシマムスターターを押してマキシマムドライブを発動し、敵のメモリの能力を解析・無効化して切り裂く。イエスタデイ・ドーパントの場合のようにメモリブレイクも可能。エネルギー刃を飛ばすパターンも存在する。破壊力は50トン。
ビッカーファイナリュージョン
ソウルメモリ3本とボディメモリ1本をプリズムビッカーに装填し、中央部のマキシマムスターターを捻り発動する。ジョーカーを使用した場合はマキシマムスターター中央部の放出口であるプリズムマズルから七色のエネルギー光線を放つ。破壊力は120トン。
メタルの場合はクレイドール・エクストリームの巨大なエネルギー波を防ぐほどの強力なバリア状のエネルギーを展開する。
『Zを継ぐ者』ではサイクロン・ルナ・トリガーの3本で放った。
『風都探偵』ではリアクター・ドーパントに対してサイクロン・ヒート・ルナ・トリガーの4本で放とうとしたが、人質を盾に脅迫されたことからプリズムビッカーをプリズムメモリ以外投げ捨てたため、不発に終わっている。さらにトラッシュ・ドーパントとの戦闘ではサイクロン・ヒート・ルナ・アクセルの4本で使用している。
ビッカーチャージブレイク
4本のメモリをプリズムビッカーに装填してマキシマムドライブを発動し、プリズムソードを抜刀。プリズムメモリの力でメモリのエネルギーを集束したプリズムソードで敵を斬り裂く。破壊力は120トン。
テレビシリーズではサイクロン・ヒート・ルナ・ジョーカーを使用して放っていたが、『風都探偵』ではサイクロン・ジョーカー・メタル・トリガーを使用して放っている（威力を弱めたもの）。
電磁ロープ（ルナメモリ）
『Zを継ぐ者』で使用。ルナメモリをマキシマムスロットに装填してマキシマムドライブを発動し、右腕のリングを伸ばして敵を絡め取る。
ビッカールナチャージブレイク
『風都探偵』で使用。ルナメモリをマキシマムスロットに装填してマキシマムドライブを発動し、伸縮する刀身で巨大な敵や遠くの敵を切り裂く。
ビッカーサイクロンシュート
『風都探偵』で使用。サイクロンメモリをマキシマムスロットに装填してマキシマムドライブを発動し、超音速で打ち出す技。

合体技
括弧内はW側の使用フォーム・使用メモリ。
ダブルライダースラッシュ（CJX / サイクロン・ヒート・ルナ・ジョーカーメモリ）
『MOVIE大戦CORE』で使用。オーズ タトバコンボとの合体技。自身のビッカーチャージブレイクとオーズのオーズバッシュの同時攻撃。
ダブルライダーキック（CJGX / エクストリームメモリ）
『MOVIE大戦CORE』で使用。オーズ タジャドルコンボとの合体技。自身のゴールデンエクストリームとオーズのプロミネンスドロップの同時攻撃。

### 想定のみのフォーム
サイクロンアクセルエクストリーム
シュラウドがテラー・ドーパントとの決戦に向けて当初想定していた形態。外見上はCJXに酷似しているが、アクセルの赤を基調としたボディサイドや青く発光する複眼など、その意匠には様々な差異が見受けられる。劇中ではイメージとしての登場だったため、詳細は明らかにされていないものの、変身者に精神干渉波への耐性が強い照井竜とフィリップが見据えられていたため、テラー・ドーパントを倒すための最大の難関・精神干渉波に対抗可能な強い憎しみの心を力の源とする究極の形態とされている。
『クライマックスヒーローズ オーズ』では使用キャラクターとして登場し、エンジンブレードとプリズムビッカーを武器に、CJXとアクセルの必殺技を使える。

サイクロンスカル
シュラウドが想定していたとされる、フィリップと鳴海荘吉が変身した形態。テレビシリーズや劇場版では明かされておらず、『風都探偵』第6巻で当初はWの基本フォームになると想定されていたことが明かされた。『仮面ライダースカルの肖像』では、漫画版で不明瞭だったスカル側の意匠も含めてリデザインされており、スカルの要素が口元にも確認できるようになっている。

## 仮面ライダーアクセル
照井竜がアクセルドライバーとアクセルメモリを使用して変身する仮面ライダー。システムの性質上単身でメモリブレイクできるため、発動時にはWのような技名の発声は行われない。決め台詞は戦闘開始時やマキシマムドライブ発動時に発声する「振り切るぜ！」、敵を撃破した時に発声する「絶望がお前（たち）のゴールだ！」。
モチーフはオンロードバイクで、頭部には鋭利な「A」を模した角状の超越感覚器官エースフィーラーが伸びる。青いモトシールドの奥に隠された円状の複眼、フェイスフラッシャーは、マキシマムドライブ発動時のようにガイアメモリのエネルギー出力が高まる際には発光する。
メモリの組み換えシステムによる汎用性に特化したWとは異なり、アクセルメモリ単体での力・特質を極限まで活かすことに特化した仕様となっている。そのため、ドライバーの開発期間は長期に及んだものの、サイクロンやヒートの力を圧倒するスピードと放熱を誇り、非常に高い戦闘能力を獲得している。アクセルドライバーの右グリップ部のパワースロットルを捻ることでメモリのパワーを伝達して力を高めることができ、エンジンブレードを使用する重く豪快な剣術戦を得意とする。また、全身からヒートメモリ以上の高熱を放つこともできる。
両足を軸にドリフト回転のようにその場で旋回し、連続で斬り付けることもできるほか、バイクフォーム時に前輪となるランドホイールによって背中を、後輪となるホイールシールドによって足首を、それぞれ保護している。ホイールシールドは人型のままでも回転させることができ、『MOVIE大戦アルティメイタム』のディレクターズカット版では格闘戦における攻撃手段として利用していた。
- Wが「2」を象徴しているため、アクセルは「1」をコンセプトとした一直線なキャラクターとしてデザインされた[98]。バイクモチーフというのを見た目で分かりやすくするために、顔をヘルメット、腹にエンジンディテール、胸に給油口などを付けている[99]。Wの2本のアンテナに対して1本角となり、アクセルという名前が後から決まったため、Aの意匠を前と横から見えるように入れている[99]。

フォーム
バイクフォーム
アクセルがオートバイ型に変形した高速移動形態。いかなるオフロードや悪路、垂直の壁面をも縦横無尽に疾走でき、氷の上でもスリップせず標的を追跡するほか、垂直の壁を駆け上がることや足裏のマフラー、エグゾーストマズルからバックファイアを放出しての攻撃も行なえる。操縦者を必要としないため、基本的には無人のままで走行するが、テレビシリーズではWを騎乗させたほか、『MOVIE大戦アルティメイタム』では自前のマシンを持たない仮面ライダーなでしこを騎乗させている。片腕程度なら人型のままで走行でき、後輪となった脚部を折り畳んで後述のガンナーAやハードボイルダーの各ユニットと合体できる。
- バイクの意匠を持った仮面ライダーがバイクに乗るのは変と思われたため、本人が変形するものとなった。仮面ライダーの頭部が胴体に収納されたり、関節が逆に曲がったりしていた前作『仮面ライダーディケイド』の「ファイナルフォームライド」よりもリアリティを重視しており、人間では再現できない身体の曲げ方や人間の関節を越えるような変形をしないようにデザインされている。また、マシンに変形するヒーローというのは、『宇宙鉄人キョーダイン』をイメージした設定となっている。
- 撮影用のプロップは存在せず、すべて3DCGによって描画されている。

アクセルタービュラー
バイクフォームがWのタービュラーユニットと合体したアクセルの空中戦闘形態。一度敗れたテラードラゴンに対抗するために生み出した。ハードタービュラーと同様に空中を自在に飛行でき、上半身を人型に戻すことでエンジンブレードが併用できるほか、タービュラーユニットから噴射する青い炎（バックファイア）で炎と化して敵を貫く突進攻撃を必殺技とする。
アクセルブースター
ガイアメモリ強化アダプターを装着したアクセルメモリを使用して変身するアクセルの飛行形態。詳細は仮面ライダーW RETURNS#仮面ライダーアクセルブースターを参照。

ツール
アクセルドライバー
アクセルの変身ベルト。外見はバイクのスロットルを模している。ダブルドライバーと同様に普段はバックルの状態で携帯され、腹部に当てることで自動的にベルトが伸長して装着される。
バックル中央のモノスロットにアクセルメモリを装填し、パワースロットルを捻ることで装着者をアクセルに変身させる。パワースロットルは変身中に捻ることでアクセルメモリのエネルギーを上昇させ、身体の各部にチャージできる。さらに変身中にバックル部分を両手で保持したまま取り外すことでバイクフォームに変形し、グリップを操作することで制御する。
メモリを装填したまま左グリップ下にあるマキシマムクラッチレバーを引くことでパワーを臨界点まで上昇させ、パワースロットルを捻ることでマキシマムドライブを発動する。
ダブルドライバーのようにメモリ組み換えシステムではなく、アクセルメモリの力を極限まで生かすことに特化した仕様となっているため、開発に時間がかかっており、当初の竜にはシュラウドからエンジンブレードしか与えられておらず、ドーパントとの戦いを始めた直後になって手元に届いた。
- モチーフはメーターとハンドル。

メモリ
アクセルメモリ（A / 赤）
加速の記憶を宿したガイアメモリ。縦向きに描かれた「A」のイニシャルはエンジンメーターをモチーフにしており、スロットルを切ると針が振り切るかのように文字が動作する。
身体能力を強化し、熱風が生まれるほどの超加速力とオートバイのような形態への変形能力を与える。
シュラウドの計画ではこのメモリをボディサイドとしたWを作り、エクストリームメモリの力によってメモリの能力を解放する予定だった。
『アクセル』ではガイアメモリ強化アダプターを装着してアクセルブースターに変身する際、「Booster」と発声した。
エンジンメモリ（E / 銀色）
エンジンブレード専用の多機能型ギジメモリ。アクセルメモリの触媒としての役割を果たし、後述の3種類のパワーを引き出す。ライダーの変身などに使用されるガイアメモリと同様の外見と電子音声だが、ギジメモリの一種であり、使用時にスタートアップスイッチを押して起動する必要はない。エンジンブレードに装填する位置から、イニシャルが横向きに描かれている。また、『運命のガイアメモリ』ではアクセルドライバーでもマキシマムドライブを発動できることが描かれている。
エンジンブレード
アクセル専用の対ドーパント用多機能型大型剣。アクセルドライバーとは独立しており、普段は竜の愛車、ディアブロッサのサイドパネル内のブレードホルスターに格納されている。変身前でも使用できるが、20キログラムもの総重量があるため、生身の人間の腕力ではその重さゆえに非常に扱いづらく、戦闘はおろか携行すらままならない。竜は変身できない場合に生身で打撃系武器として使用することがあるが、当然ながら自在に振り回すことはできず、大振りな一振りがやっとである。
鋭利なグランチタン製の刀身・ガイアブレードとその重量により、エンジンメモリの力を使用しなくとも単体でも相当なダメージを与える斬撃を放つ。さらに刀身を折り曲げることで出現するメモリスロットに前述のエンジンメモリを装填し、グリップホールディンググリップのイグニッショントリガーを引くことでエンジンパワーを付加した攻撃を繰り出す。引き出す能力は切っ先からエネルギー弾を超高速で射出するジェット、刀身に電気エネルギーを纏うエレクトリック、刀身から高温の蒸気を噴射するスチームの3種類。使用後のエンジンメモリは薬莢のように排出されるが、再装填・再使用は可能である。この素早いアクションは、企画段階のアクセルの「敵からメモリを奪っては次々と使い捨てていく」イメージの名残である。
シュラウドが設計したため、Wのガイアメモリとある程度の互換性があり、一度フィリップのサイクロンメモリを借りて緑色の風の刃を纏うマキシマムドライブをウェザー・ドーパントに発動した。
『戦国MOVIE大合戦』でもヒデヨシが使用していた。
- モチーフはストレートにバイクで、エンジン部を中心にごちゃメカで構成されているが、タイヤのトレッドパターンをグリップに入れたり、カウルをイメージしたツルっとした部分を残している。中折れ式のギミックは、弾丸のようにメモリを使うアイデアがあったため、ショットガンの弾丸を装填するイメージで採用された。

マキシマムドライブ
括弧内は使用フォーム・使用メモリ。
アクセルグランツァー（通常 / アクセルメモリ）
全身に高熱の炎を纏って突撃し、ガイアメモリの力をエグゾーストマズルから放出して空中後ろ回し蹴りを叩き込む。破壊力は35トン。
エースラッシャー（通常 / エンジンメモリ）
エンジンブレードからA字型の光弾を射出する。
エースラッシャー（アクセルタービュラー / アクセルメモリ）
エンジンブレードを始点に全身に巨大なAの文字を模した炎を纏って突撃する。
ダイナミックエース（通常 / エンジンメモリ）
エンジンブレードで敵や周囲をA字型に斬り裂く。また、A型に描いた斬撃を一振り、または一斉に飛ばすパターンも存在する。
斬撃（正式名称不明 / 通常 / サイクロンメモリ）
サイクロンメモリを使用した攻撃。エンジンブレードに緑色の竜巻状エネルギーを纏わせ、相手を斬る。ウェザー・ドーパントを大きく怯ませるほどの威力にアクセルは「なんてパワーだ」と称した。
突撃（正式名称不明 / バイクフォーム / エンジンメモリ）
『運命のガイアメモリ』で使用。エンジンメモリをアクセルドライバーに装填してマキシマムドライブを発動し、全身に炎を纏って敵に突撃する。
突貫攻撃（正式名称不明 / バイクフォーム / アクセル・エンジンメモリ）
『Zを継ぐ者』で使用。通常形態でアクセルメモリをエンジンブレードに装填してマキシマムドライブを発動し、敵に飛ばしたエンジンブレードを受け止めさせた後、エンジンメモリをアクセルドライバーに装填してマキシマムドライブを発動し、バイクフォームへ変形してブレードに体当たりすることで敵を貫く。

合体技
括弧内はアクセル側の使用フォーム・使用メモリ。
ライダーツインマキシマム（通常 / アクセルメモリ）
詳細は仮面ライダーWの項を参照。
ダブルライダーアタック（通常 / アクセルメモリ）
『MOVIE大戦CORE』で使用。バースとの合体技。自身のアクセルグランツァーとバースのセルバーストの同時攻撃。

専用ビークル
ガンナーA（）
シュラウドから与えられたサポートドロイド。基本カラーは青と黒。翔太郎からはガンナーユニットと呼ばれている。自立型AIによる自律行動やビートルフォンによる遠隔操作でアクセルを強力な出力と火力でサポートし、リボルギャリーと同様に強固なボディを活かして敵の攻撃を防ぎ、両サイドの頑強なシールド機能を兼ね備えた簡易作業用ハンド・ドーザーマニピュレータで攻撃する。ジェット燃料と電気によるハイブリッドエンジン・H2Pエンジンを備えている。単体時はガイアキャノン（後述）の暴発を防ぐため、砲身を顔のように展開している。そのため、メカでありながら若干の表情の変化を見せる。
基本的にアクセルの命令によって行動するが、突然秘密ガレージに現れてフィリップの危機に駆け付けたり、Wのリボルギャリーに紛れ込んで彼らを支援したこともある。こうした動きから、シュラウドが陰ながら支援していたことがうかがえる。
ハードボイルダーのバックユニット換装システムと同規格のドッキングブロックであるため、ハードボイルダーのフロントユニットとの合体が可能である。リボルギャリーにも格納可能。
- リボルギャリーのドラムがすでに埋まっていたことから、自律行動できるようなパーツという案から、ロボットのような要素が加えられた。ハードボイルダーと合体できる4番目のユニットなので機体前面には「4」の刻印があるが、アクセルの装備なのにWからの通し番号はおかしいとの指摘がデザイン段階で出たため、最終的にアクセルの「A」にも「4」にも見える形にアレンジされた。
- 画コンテは『宇宙鉄人キョーダイン』の映像を参考に描かれたという。

アクセルガンナー
バイクフォームがガンナーAの前部に合体した武装形態。ガンナー・ユニットにアクセルメモリの加速の記憶を伝達・増幅することで超スピードでの走行を実現する。走行や砲撃はすべてスロットル操作で行い、砲撃エネルギーに転換した地球の記憶のデータを放ち、セーフティが解除された巡洋艦の主砲クラスに匹敵する破壊力を持つ主砲・ガイアキャノンとバイクフォームのリアホイール部分のマズル部分を突出させた副砲・ガトリングホイールを武器とし、無限軌道による路外機動力に優れている自走砲として機能する。
必殺技はガイアキャノンからマキシマムドライブのエネルギーを集束した砲撃を放つガンナーフルブレイク。
- バイクのような姿をしたアクセルのため、他のパーツとの差別化や地上を速く走れる乗り物として、戦車がモチーフとなった。

ハードガンナー
Wのハードボイルダーフロントユニットの後部にガンナーAが合体した砲撃形態。走行しながら砲撃を行うのはアクセルガンナーと同様。最高出力はアクセルガンナーと同様だが、空力性能の問題からスピードがやや劣る。
ディアブロッサ
竜が超常犯罪課所属以前から捜査用として使用している愛車。ドゥカティ社製のドゥカティ・999のカスタム車であり、吸排気系統を筆頭にフレーム補強や、ホイールや外装などのドライカーボン化、ワークスキットの組み込みなど、様々な改造が施された。
- 撮影で使用されているバイクは制作スタッフの私物である。

スペック
| 名称                 | 全長    | 全幅    | 全高    | 重量                           | 最高速度   | 最高出力                                                                 |
| -------------------- | ------- | ------- | ------- | ------------------------------ | ---------- | ------------------------------------------------------------------------ |
| バイクフォーム       | 2.65 m  | 0.82 m  | 0.98 m  | 98 kg                          | 920 km/h   |                                                                          |
| ガンナーA            | 1.35 m  | 1.52 m  | 1.22 m  | 145 kg                         | 150 km/h   | - 1,340 kW - （馬力換算：約1,000馬力）                                   |
| アクセルガンナー     | 4 m     | 1.52 m  | 1.22 m  | 238 kg                         | 1,070 km/h | - 1,340 kW - （馬力換算：約1,000馬力）                                   |
| ハードガンナー       | 2.58 m  | 1.52 m  | 1.22 m  | 275 kg                         | 910 km/h   | - 1,340 kW - （馬力換算：約1,000 ps / ガンナーユニットの出力に付随する） |
| アクセルタービュラー | 2.82 m  | 2.524 m | 1.416 m | -                              | マッハ2    |                                                                          |
| ディアブロッサ       | 2.095 m | 0.75 m  | 1.1 m   | 185 kg（エンジンブレード内蔵） | 350 km/h   | - 126.82 kW - （馬力換算：約170 ps）                                     |

### アクセルトライアル
トライアルメモリを使用して強化変身するアクセルの音速加速形態。基本カラーは青、フェイスシールドの色はオレンジ色。変身時はトライアルメモリの信号の色に合わせて通常のアクセルから黄色のイエローシグナルに変化し、青になると同時に全身の装甲が弾け飛んで変身完了する。決め台詞は敵を撃破した後に発声する「（敵の撃破までの所要時間）秒、それがお前の絶望までのタイムだ！」。
モチーフはオフロードバイクで、頭部もオフロードバイク用ヘルメットを模した形状になっているが、鼻の部分の「A」模様と額の1本角は通常フォームと共通している。バイクフォームにはならないため、全身から変形用パーツが取り除かれているが、背部と脚部のタイヤは残されている。ただし、ホイールはディスクタイプからスポークつきのオフロードタイプに変更されている。ホイールは約40パーセントに軽量化されている。背面のトライホイールは音速加速時の安定器、足首のホイールシールドは脚部保護の役割を果たすとされる。また、体側部の銀フレームはタイヤのトレッドパターンに置き換わっている。このトレッドガーターには衝撃吸収能力があり、加速中に転倒した際に肩や腰を保護するとされる。
最低限必要な部分を除いた装甲などの重量物やバイクフォームへの変身能力など強靭な防御力をオミットし、大きな軽量化が施されたことで、運動性能の飛躍的な向上と音速をも超える超高速運動能力を実現している。敵の攻撃を寄せ付けず、瞬時に懐に入り込んでキックを叩き込む音速の壁を破る加速攻撃に特化した仕様だが、大幅な軽量化によって防御力と一撃分の攻撃力（最大威力でも1/4）を犠牲にし、特に連続攻撃時には加速性能に特化するために威力が1/8にまで低下してしまう。しかし、重い一撃を叩き込むのではなく一度に連続攻撃を重ねてダメージを蓄積し、機動性を活かして敵の攻撃を回避できるため、そのデメリットをフォローするだけの戦闘能力を発揮できる。エクストリームと違ってアクセルメモリを抜いてメモリを入れ替えるが、こちらもアクセルの姿を変質させる変身であるため、生身から直接変身はできない。
マキシマムドライブ発動中はシステムに多大な負担が掛かることから10秒間のタイムリミットが設けられており、制限時間内にメモリのトライカウンターを手動で停止させなければ能力を失って変身が強制解除され、変身者も相応のダメージを負ってしまう。マキシマムドライブ発動中はさらに加速能力が上がり、音速の壁を破るほどの速さで行動する。動きの素早い敵との戦闘や緊急事態への対処には不可欠だが、ピーキーなスペックに加えて必殺技発動時のリスクも高く、わずかなミスが窮地となる諸刃の剣でもある。そのため、使いこなすには相応の訓練が必要となり、実戦での使用に先立ってシュラウドから試練を与えられた。また、パワーの乗った重い一撃が求められる戦局や長距離移動、高速移動による連撃を与えづらい飛行能力を持つ相手との戦闘など、通常のアクセルやバイクフォームの方が有益な場面もあるため、完全な上位能力のフォームではなく、戦況によってはあえてこのフォームを使用しないケースもある。
ガイアメモリ
トライアルメモリ（T / 青）
挑戦の記憶を宿したアクセル用の強化ガイアメモリ。イニシャルの「T」はオフロードバイクのタイヤとスポークで構成されている。
アクセルメモリの既存のプログラムに「超加速」のプログラムパッチを当てることで音速の加速力を与えることができ、アクセルメモリと交換してドライバーの右グリップを捻ることでアクセルトライアルに強化変身させる。信号機とストップウォッチを模した装飾が施されており、メモリモードとマキシマムモードの2形態をとる。その性質から、アクセルドライバー以外のドライバーや武器への使用は想定されていない。メモリ単独でマキシマムドライブを行う性質から、他のマキシマムドライブと同時起動による必殺技の高速連打も一部可能となっている。
- バイクに因んだものとして、タイムを計るストップウォッチとレーススタート時のスターティングシグナルの2案のモチーフがあり、プロデューサーの塚田からの提案で両方を一つにまとめることとなった。

メモリモード
通常時のガイアメモリ形態。上部にはアクセルドライバーへのパワーデータのダウンロード状況を示すトランスシグナルがあり、ダウンロード開始に赤、進行中に黄、完了すると青が点灯する。
マキシマムモード
ストップウォッチ形態。アクセルドライバーから外してメモリ単体の状態でマキシマムモードに変形させ、マキシマムスイッチを押すことによってマキシマムドライブを発動する。発動中は加速限界時間の秒数を計測するトライカウンターが起動し、もう一度スイッチを押すことによって手動でマキシマムドライブプログラムを切断・停止させる機構となっている。マキシマムドライブの電子音声は、発動時ではなくプログラム中止時に発声される。

マキシマムドライブ
括弧内は使用メモリ。
マシンガンスパイク（トライアルメモリ）
トライアルメモリの秒読み開始と同時に最大加速を行い、「T」の字を描くように連続で回し蹴りを叩き込む。キックの数によって威力が変化するため、破壊力は未知数である。
マシンガンスラッシャー（トライアル・エンジンメモリ）
エンジンブレードに装填したエンジンメモリでマキシマムドライブを発動し、トライアルメモリの秒読み開始と同時に最大加速を行い、「T」の字を描くようにエンジンブレードで連続で斬り刻む。

## 劇場版初登場のライダー

### 仮面ライダージョーカー
左翔太郎がロストドライバーにジョーカーメモリを装填して単独変身する仮面ライダー。
フィリップが何らかの事情によってWに変身不可能な際に登場している。テレビシリーズでは最終話のみの登場に終わったが、フィリップ復活までの1年間に翔太郎はたびたび変身していた。
全身を覆う強化皮膚のガイアーマーは黒一色。体の中央を縦に走るブラックアウトパーテーションも真っ黒だが、メモリから発せられたガイアフォースを全身に行き渡らせる機能はWのセントラルパーテーションと同様である。
ガイアメモリ1本による変身のためスペックはW サイクロンジョーカーの半分しか無く、専用武器も存在しない。しかし翔太郎自身の身体能力と豊富な戦闘経験が相まって高い戦闘能力を発揮するほか、ジョーカーメモリ単体での能力に特化したロストドライバーによってジョーカーメモリの「切り札の記憶」と技の能力が極限までに高められており、それを元にした高い運動能力を活かした軽快な格闘戦を得意とする。
スピンオフムービーでのシュラウドの解説によると、Wとジョーカーはどちらも翔太郎が変身しているために直接能力を比較することはできず、優劣は付けられないとのこと。
決め台詞はWと同様の「さあ、お前の罪を数えろ！」、マキシマムドライブ発動時に発声する「これで決まりだ！」。
- 変身の際にWとは異なる独自の変身ポーズを取るが、これは翔太郎を演じた桐山漣が仮面ライダーBLACKの要素を取り入れて考案した物である[125]。『運命のガイアメモリ』と『MOVIE大戦MEGA MAX』では、仮面ライダー1号の変身ベルトであるタイフーンの音が鳴る演出がある[11]。
- ファイトスタイルはスマートに戦うのではなく、荒々しく喧嘩っぽい、翔太郎らしい動きのあるアクションとなり、テレビシリーズでアームズ・ドーパントと戦った際の軽いフットワークが取り入れられている[126]。

ツール
ロストドライバー
W・アクセル以外のライダーが使用する変身ベルト。ダブルドライバーのプロトタイプで外見も同様だが、メモリスロットが右側にしか無く、右腰のマキシマムスロットのボタン部に刻まれている「W」の文字が省略されている。ダブルドライバーと同様に普段はバックルの状態で携帯され、腹部に当てることで自動的にベルトが伸長して装着される。
『運命のガイアメモリ』では翔太郎がイメージしたスカルの残したドライバーを使用して変身したが、エターナルとの戦闘にてユニコーンメモリによるマキシマムドライブを受けて破壊される。
テレビシリーズ第48話でフィリップが翔太郎に宛てたプレゼントに同封されていたドライバーは、『Zを継ぐ者』でフィリップが仮面ライダーサイクロンへの変身に使用したことが示唆されている。
『風都探偵』では「翔太郎に持たせたままでは、何らかの事態が起きた時にまた無茶をしかねない」としてフィリップに没収されており、翔太郎がフィリップにロストドライバーの在り処を尋ねて口論となっている。
ジョーカーメモリ（J / 黒）
詳細は仮面ライダーWの項を参照。
『運命のガイアメモリ』ではエターナルのエターナルレクイエムの影響によってWに変身不可能になった際、新たに入手したT2ジョーカーメモリを使用。エターナルに敗北して変身解除した際に回収された後は、エターナルの敗北と同時に他のT2ガイアメモリ共々メモリブレイクされた。以降はWの変身に使用するジョーカーメモリを使用している。

マキシマムドライブ
発動時にはWと同様に技名を呼称する。
ライダーキック
右脚に炎を模した紫のエネルギーを収束し、空中に跳び上がって急降下しながら跳び蹴りを叩き込む。発動時には仮面ライダー1号の戦闘ポーズに似たポーズを取る。破壊力は6トン。
ライダーパンチ
右拳に炎を模した紫のエネルギーを収束し、パンチを叩き込む。発動時には仮面ライダー2号・仮面ライダーBLACKの変身ポーズに似たポーズを取る。破壊力は2トン。

専用ビークル
ハードボイルダー
Wの時から引き続いて使用。詳細は仮面ライダーWの項を参照。

### 仮面ライダースカル
鳴海荘吉がロストドライバーとスカルメモリを用いて変身する仮面ライダー。
通常形態
スカルの基本形態。詳細は仮面ライダー×仮面ライダー W&ディケイド MOVIE大戦2010#仮面ライダースカルを参照。
スカルクリスタル
スカルの不完全体。詳細は仮面ライダー×仮面ライダー オーズ&ダブル feat.スカル MOVIE大戦CORE#仮面ライダースカルクリスタルを参照。

### 仮面ライダーエターナル
ロストドライバーとエターナルメモリを用いて変身する仮面ライダー。
ブルーフレア
大道克己が変身した形態。
詳細は仮面ライダーW FOREVER AtoZ/運命のガイアメモリ#仮面ライダーエターナルを参照。
レッドフレア
加頭順が変身した形態。
詳細は仮面ライダーW RETURNS#仮面ライダーエターナル レッドフレアを参照。

## 小説初登場のライダー

### 仮面ライダーサイクロン
フィリップがロストドライバーにサイクロンメモリを装填して単独変身する仮面ライダー。
2012年11月発売のゲーム『仮面ライダー 超クライマックスヒーローズ』にも登場しており、同作品にて詳細な容姿が判明した。W サイクロンサイクロンとの違いとしては、ベルトがロストドライバー、セントラルパーテーションがない、ウィンディスタビライザーが1本しかない、太もも・上腕部・腹部アーマー・胸部に白いラインが入っているなどがある。全身を覆う強化皮膚ガイアーマーは緑一色。
- 設定画も存在し、後にフィギュア化もされた[128]。

マキシマムドライブ
風をまとった強力な手刀を繰り出す。

## メモリガジェット
鳴海探偵事務所のメンバー（主に翔太郎）と竜が使用する探偵ツール。「探偵7つ道具」をコンセプトとしている。その多くは、シュラウドが送ったマニュアルを基にフィリップが組み立てたものである。普段は日用品型のガジェットモードであるが、ガイアメモリを基本にして組み上げたギジメモリをインサートすることで生物型のライブモードに移行し、自律行動が可能となる。モチーフの動物は、ガジェットと大きさが近いものが選ばれている。
主に通信・調査・変身前の護身に使用される。また、Wの専用武器と直結させることで、マキシマムドライブを通常の2倍に強制増幅させるエスカレートプログラムを発動させたり、ギジメモリの代わりにガイアメモリを装填することでマキシマムドライブを発動できる。
中盤以降は使用される機会が減少していたが、終盤におけるガイアインパクトの阻止に際しては、制御装置の破壊やユートピア・ドーパントを拘束するなどの活躍を見せた。
- 企画段階ではガイアメモリで起動させる案もあったが、「ガイアメモリは人間を超人に変えるものである」という基本設定を貫徹するため、別途ガジェット起動用に考案されたのがギジメモリである[129]。ケースは半透明なガイアメモリとの差別化を図るために成型色となっており、ライブモードの絵柄が描かれたモニターもステンシル風に仕上げられている[129]。

### スタッグフォン
携帯電話型護衛用ガジェット。黒いボディに赤いラインが入っている。
最古のメモリガジェットで、かつては鳴海荘吉がシュラウドから受け取って使用していた。テレビシリーズに登場したのは、シュラウドが送付した設計図をもとにフィリップが作成したもので、2台をそれぞれ翔太郎とフィリップが携帯している。
メモリガジェットの中で特に使用頻度が高いうえ、攻撃能力も随一である。
『風都探偵』では、フィリップがときめ用としてピンク色のスタッグフォンを制作した。
形態
ガジェットモード
通常の携帯電話形態。通話やメールといった携帯電話機能のほか、携帯用・PC用のネット接続機能、他のガジェットからの信号の座標表示・ナビゲーション、ファングジョーカーへの変身時の連絡手段、リボルギャリーおよびハードボイルダーの起動・操作などに使用される情報収集能力を併せ持つ、マルチ端末である。
この形態でもパワーホーンのみを展開させて使用できる。
ライブモード
スタッグメモリをインサートすることで変形するクワガタムシ型形態。上空からの追跡・探索に用いるほか、クワガタの顎を模した角・パワーホーンを武器として突進する。パワーホーンの内側に備わったノコギリ状の刃・ソニックブレードを高周波振動させれば、直径6センチメートルの鉄パイプを切断できる。ときめ用の機体はパワーホーンが短い。

マキシマムドライブ
ヒートメモリを装填することで炎を纏った体当たりを繰り出す。

### スパイダーショック
多機能腕時計型ガジェット。翔太郎が左腕に装着しており、基本カラーは黄色。100気圧防水。
形態
ガジェットモード
通常の腕時計形態。ソーラー発電パネルを兼ねたタッチパネル式モニター・デジタライズムーブメントにより、時刻表示のほか、気圧・温度・湿度などの計測、ライブモード時のステイタス確認、ビーコンビットから受信した探索データの視認が可能。ストップウォッチとしても使える。
超小型ウインチ・ウェッブマズルから超合金ハイメタル製の強化ワイヤー・マイクロワイヤーと追跡マーカー・ビーコンビットを射出でき、ワイヤーによる移動や避難、ビットを取り付けた標的の追跡などに使用される。特にワイヤーは非常に強靭で、ドーパントすら拘束できる。
腕に装着したベルト部から本体を射出することも可能。
ライブモード
スパイダーメモリをインサートすることで変形するクモ型形態。目に相当する部分のインセクトセンサーによってターゲットを正確に測定・捕捉し、フック状の爪・スパイクマニピュレーターの爪先を壁面などに打ち込むことでどんな場所でも隠密に追跡可能。
背中のライブインジケーターはメカニズムの状態を表示するためのウインドウだが、脚部エイトレッグスバンドで抱え込んだ相手のバイタルを調べるのにも使える。
第25話で人形のリコを捜索した際、スパイダーショックは無数の小グモを引き連れて活動していた。この小グモの詳細は不明だが、リコの捜索や捕捉に活用されたものと思われる。
スパイダーメモリの容量は3テラバイト。

### バットショット
デジタルカメラ型特殊捜査ガジェット。翔太郎が所持しており、基本カラーは青と黒。裏は2画面になっている。スチール画像撮影は2万枚 (HD)、動画撮影は12時間 (HD)。
- トリガーマグナムとの合体時にはファインダーが照準器になるようにデザインされている[76]。

形態
ガジェットモード
通常のデジカメ形態。静止画・動画撮影機能のほか、撮影した静止画・動画をリアルタイムでスタッグフォンに送信・表示できる。ビーコンを打ち込んだ対象の半径5キロメートルの音を探知することのほか、プリンターに直結させることでプリントアウトも可能。
ライブモード
バットメモリをインサートすることで変形するコウモリ型形態。移動カメラとして上空からの追跡・探索・監視・潜入調査のほか、敵への目眩ましとなるフラッシュや超音波を発することも可能。また、翼のカッターで敵を切り裂く。

マキシマムドライブ
ルナメモリを装填することで強力な光を発し、周囲に隠れた敵をあぶり出す。

### フロッグポッド
サウンドレコーダー型サウンドガジェット。基本カラーは緑。劇中で製作過程が描写された数少ないメモリガジェットである。メタルシャフトやトリガーマグナムとの合体機能はない。
形態
ガジェットモード
通常のサウンドレコーダー形態。
他のメモリガジェットと異なり、ガジェットモード単体では全く機能しない。
ライブモード
音声録音が可能なフロッグメモリを装填することで変形するカエル型形態。フロッグメモリは音声の収集と解析に特化した機能を持ち、3.5テラバイトの容量を持つ。また、各種操作用のボタンや集音マイクも備える。
両目に相当するアイスピーカーにより、立体音響を再現可能。同じく口に相当するマウスウーハーからの重低音は、最大出力で放つことで音響砲となるが、劇中では未使用。これらのスピーカーからギジメモリに収録した音声を任意の周波数に変換して再生でき、捜査時の音声収集や戦闘時の撹乱などに使用される。水陸両用で、水辺での活用にも支障はない。

### デンデンセンサー
特殊ゴーグルガジェット。基本カラーはオレンジ色。フロッグポッドと同様、シュラウドから与えられた設計図を基にフィリップが制作した。主にフィリップや亜樹子が使用し、事務所の見張り役を兼ねる。フロッグポッドと同様、メタルシャフトやトリガーマグナムとの合体機能はない。
形態
ガジェットモード
通常の特殊ゴーグル形態。オプティカルレンズを通して肉眼では目視不能なものまでをキャッチするほか、セッティングダイアルの操作による透視・熱源感知・暗視などの機能の切り替えも可能であり、探査ガジェットとして用いられる。
ライブモード
デンデンメモリを装填することで変形するカタツムリ型形態。デンデンメモリの機能は画像解析と探知に特化しており、ギジメモリ中最大となる8テラバイトの容量を持つ。メモリ自体に組み込まれたセンサーマウスがライブモード前面に位置して周囲の変化を感知するほか、殻の部分に相当するオプティカルレンズも空気の流れや熱を測る高感度センサーとして機能する。脚部ユニット・スネイルレッグが粘着ジェルを噴出することで、壁や天井にも吸い付いて行動できる。

### ビートルフォン
竜が使用する、カブトムシ型のライブモードに変形する携帯電話型ガジェット。シュラウドが開発して竜に与えたものである。
静止画・動画の撮影機能を搭載しており、映像は直接本体で視聴できる情報収集能力を併せ持つマルチ端末としても機能する。ガンナーAを呼び出すことも可能。
基本設計こそスタッグフォンと共通だが、それを凌駕する力を持ち、ギジメモリを装填してライブモードに変形すると、カブトムシの角を模したパワーホーンでドーパントに攻撃を仕掛ける。
竜の登場前から鳴海探偵事務所に出没し、翔太郎たちを偵察していた。フィリップがファングメモリ捕獲用に仕掛けていたネズミ捕りの罠に引っかかるが、その後はフィリップがWに変身して意識を失った隙に逃走している。
- 造形はスタッグフォンのパーツの一部を変えたものである[109]。スタッグフォンは、逆向きに変形させるとカブトムシ型になるように初めから考えてデザインされていた[109]。